# Velvet (пісня)
«Velvet» — пісня першого альбому «Mary Is Coming» гурту Savoy, учасником якого є Пол Воктор-Савой.
2000 року кавер-версію пісні записав гурт a-ha, замінивши гітари на ситари. Пісня стала третім синглом їхнього альбому «Minor Earth Major Sky». Кліп на пісню «Velvet» викликав хвилю критики та осуду, оскільки в ньому побачили потурання некрофілії.

## Музиканти
- Пол Воктор-Савой (Paul Waaktaar-Savoy) (6 вересня 1961) — композитор, гітарист, вокалист.
- Магне Фуругольмен (Magne Furuholmen) (1 листопада 1962) — клавішник, композитор, вокаліст, гітарист.
- Мортен Гаркет (Morten Harket) (14 вересня 1959) — вокаліст.

## Композиції синглу
1. «Velvet» (Radio Version)
2. «Velvet» (De-Phazz Mix)
3. «Velvet» (Millennia Nova Max)
4. «Velvet» (New York City Mix)
5. «Velvet» (Alabaster Mix)
6. «Velvet» (Stockholm Mix)
7. «Velvet» (Album Version)
8. «Velvet» Bonus Track: Enhanced Video (director's cut — licking version)